# Sanjay Dutt
Sanjay Balraj Dutt (ur. 29 lipca 1959) – jeden z czołowych aktorów Bollywood. Syn aktorów Nargis i Sunila Duttów. Fani często nazywają go pieszczotliwie Sanju Baba, ponadto po sukcesie serii filmów Munna Bhai wielu fanów nazywa go Munna Bhai.

## Kariera filmowa
Zadebiutował w 1981 w filmie Rocky, reżyserowanym przez jego ojca. Choć film był hitem, nie zyskał mu statusu gwiazdy.
Stopniowo zaczął budować swoją karierę i zagrał w wielu przebojach takich jak Vidhaata, Naam, Kabzaa, Hathyar, Sadak czy Saajan. Ostatecznie wybił się rolą w Khal Nayak Subhasha Ghaia. Premiera filmu zbiegła się w czasie z aresztowaniem Dutta w związku z zamachami bombowymi w Bombaju w 1993. Wrzawa otaczająca to wydarzenie w połączeniu z przekonującą rolą czarnego charakteru nadały jego karierze potrzebnego przyspieszenia i zyskały mu nominację do Nagrody Filmfare dla Najlepszego Aktora. Khal Nayak okazał się być wielkim hitem, częściowo także dzięki piosence Choli Peeche Kya Hai.
Dutt utrzymał wizerunek macho po wyjściu z więzienia i zdobywał oddanych fanów. W ciągu kolejnych 10 lat dojrzał jako aktor, z rolami w filmach akcji, gangsterskich i komediowych jako swym znakiem rozpoznawczym. Jego występy w Vaastav, Misji w Kaszmirze, Munnabhai M.B.B.S. i Lage Raho Munna Bhai zdobyły entuzjastyczne recenzje. Za rolę gangstera w Vaastav otrzymał niemal wszystkie możliwe nagrody przyznawane przez bombajski przemysł filmowy, umacniając swą pozycję jednego z najlepszych aktorów Bollywood.
Razem z przyjaciółmi i reżyserem Sanjayem Guptą założył firmę producencką White Feather Films. Wyprodukowała ona takie filmy jak Kaante, Musafir i Zinda, w których grał wiodące role. Świetnie znane są jego komediowe występy w Munnabhai M.B.B.S., Haseena Maan Jayegi, Jodi No. 1, Lage Raho Munna Bhai i inne.

## Życie osobiste
Syn niezwykle popularnej w Indiach pary aktorskiej, przez długi czas nie umiał sobie poradzić ze swoją pozycją - wyjątkowe, jak na tak popularnego gwiazdora Bollywood, są liczne konflikty z prawem, w które popadał aktor. Poczynając od ciężkiego uzależnienia od narkotyków, poprzez zarzuty nielegalnego posiadania broni (karabin maszynowy AK-47), w związku z czym był skazany na sześć lat więzienia, aż po zarzut udziału w organizacji terrorystycznej i powiązanie z zamachami bombowymi, w których zginęło kilkadziesiąt osób. Mimo to Dutt utrzymał rzesze fanów, co może wynikać z typu odtwarzanych przez niego postaci, nie jest jednak w kinie indyjskim regułą.
Problemy Sanjaya Dutta zaczęły się w szkole średniej. Wpadł w narkomanię, prawdopodobnie nie radząc sobie z presją bycia synem jednej z najbardziej znanych par w Indiach. Jego problemy z narkotykami wpłynęły na pogorszenie stanu zdrowia matki, u której już wcześniej wykryto chorobę nowotworową. Nargis Dutt zmarła kilka tygodni przed premierą pierwszego filmu syna. Załamany Dutt zaczął brać jeszcze więcej narkotyków, czego efektem był pobyt w centrum odwykowym w Teksasie. Kuracja przyniosła efekty, jednak podczas pobytu w Nowym Jorku u Dutta zdiagnozowano zapadnięte płuco. Po terapii w Stanach Zjednoczonych, zdrowy i wolny od nałogu, Dutt wrócił do kariery filmowej i poślubił Richę Sharmę, która opiekowała się nim, gdy cierpiał na problemy płucne. Śmierć żony na guza mózgu wkrótce po ślubie i zaledwie kilka miesięcy po narodzinach ich córki Trishali poprzedziła gorzką walkę z teściami o prawo do opieki nad dzieckiem, którą Dutt przegrał. Po okresie ciężkiej pracy zdołał wskrzesić swą karierę hitowym Saajan, za który otrzymał swą pierwszą nominację do nagrody Filmfare dla Najlepszego Aktora. Tuż po tym policja w Bombaju oskarżyła Dutta o udział w zamachach bombowych w 1993. Aresztowany w związku z tą sprawą Dutt spędził 18 miesięcy w celi, cały czas walcząc o uwolnienie od najcięższych zarzutów. Po wyjściu na wolność poślubił Rheę Pillai, ale małżeństwo nie przetrwało długo i para rozwiodła się w 2005 po kilku latach w separacji. Jego ojciec, który w chwili śmierci pełnił funkcję ministra sportu Indii, zmarł w 2005 roku. W 2013 roku został, w związku z zamachami bombowymi z 1993, skazany na 5 lat więzienia, przy czym do kary wliczono 18 miesięcy odsiedziane przez Dutta w areszcie w czasie procesu. Aktor opuścił więzienie w 2016 roku, po odsiedzeniu kary.
Historia życiowych problemów Sanjaya Dutta stała się podstawą dla filmu Sanju (2018), jednego z najbardziej kasowych w historii kinematografii indyjskiej.

## Filmografia
- Om Shanti Om (2007) – gościnnie
- Munnabhai Chale Amrika (2007) (zapowiedź)
- Jaan Ki Baazi (2007) (przed produkcją)
- Alibaug (2007) (zapowiedź)
- Dus Kahaniyan (2007) (przed produkcją)
- Mehbooba (2007) (przed produkcją)
- Mohabbat Ho Gayi Hai Tumse (2007) (postprodukcja)
- Shootout at Lokhandwala (2007) (w produkcji)
- Sarhad Paar (2007) (postprodukcja) – Ranjeet Singh
- Nehlle Pe Dehlla (2007) (postprodukcja) – Johnny
- Eklavya: The Royal Guard (2007) – Pannalal Chohar
- Anthony Kaun Tha (2007) – Master Madan
- Anthony Kaun Hai (2006) – Master Madan
- Lage Raho Munna Bhai (2006) – Murli Prasad Sharma (Munna Bhai)
- Tathastu (2006)
- Zinda (2006) – Balajeet Roy
- Vaah! Life Ho Toh Aisi! (2005) – Yamaraj M.A.
- Ek Ajnabee (2005) – występ gościnny w piosence
- Shaadi No. 1 (2005) – Lukhwinder Singh (Lucky)
- Viruddh... Family Comes First (2005) – Ali
- Dus (2005) – S Dheer
- Poślubiona (2005) – Girish Babu
- Tango Charlie (2005) – dowódca eskadry Vikram Rathore
- Shabd (2005)
- Musafir (2004) – Billa
- Rakht: What If You Can See the Future (2004) – Rahul
- Deewaar (2004) – Khan
- Rudraksh (2004) – Varun
- Plan (2004) – Mussabhai
- Munnabhai M.B.B.S. (2003) – Murli Prasad Sharma (Munna Bhai)
- LOC Kargil (2003) – Lt. Col. Y.K. Joshi
- Ek Aur Ek Gyarah (2003) – Sitara
- Kaante (2002) – Jay Rehan 'Ajju'
- Annarth (2002) – Iqbal Danger
- Hathyar (2002) – Rohit Raghunath Shivalkar
- Maine Dil Tujhko Diya (2002) – Bhai-Jaan
- Yeh Hai Jalwa (2002) (nie uwzględniony w napisach) – Shera (występ gościnny)
- Miłosne manewry (2002) – Munna Bhai
- Pitaah (2002) – Rudra
- Jodi No.1 (2001) – Jai
- Raju Chacha (2000) – Gafoor
- Kurukshetra (2000) – A.C.P Prithviraj Singh
- Misja w Kaszmirze (2000) – SSP Inayat Khan
- Jung (2000) – Balli
- Chal Mere Bhai (2000) – Vicky Oberoi
- Baaghi (2000) – Raja
- Khauff (2000) – Anthony/Vicky/Babu
- Khoobsurat (1999) – Sanju (Sanjay Shastri)
- Vaastav: The Reality (1999) – Raghunath Namdev Shivalkar
- Haseena Maan Jaayegi (1999) – Sonu
- Safari (1999) – Captain Kishan
- Kartoos (1999) – Raja/Jeet Balraj
- Daag: The Fire (1999) – Captain Karan Singh
- Dushman (1998) – Major Suraj Singh Rathod
- Daud: Fun on the Run (1997) – Nandu
- Mahaanta (1997) – Sanjay ‘Sanju’ Malhotra
- Sanam (1997) – Narendra Anand
- Vijeta (1996) – Ashok
- Namak (1996)
- Andolan (1995) – Adarsh
- Jai Vikraanta (1995) – Vikranta
- Amaanat (1994) – Vijay
- Aatish (1994) – Baba
- Insaaf Apne Lahoo Se (1994) – Rajoo
- Zamane Se Kya Darna (1994)
- Gumrah (1993) – Jagan Nath (Jaggu)
- Kshatriya (1993) – Vikram Singh (Mirtagarh)
- Khal Nayak (1993) – Balaram Prasad „Ballu”
- Sahibaan (1993) – Prince Vijay Pal Singh
- Yalgaar (1992) – Vishal Singhal
- Sarphira (1992) – Suresh Sinha
- Sahebzaade (1992) – Raja
- Adharm (1992) – Vicky Verma
- Jeena Marna Tere Sang (1992)
- Saajan (1991) – Aman Verma/Sagar
- Do Matwale (1991) – Ajay Jamesbond 009
- Fateh (1991)
- Khoon Ka Karz (1991)
- Qurbani Rang Layegi (1991) – Raj Kishen
- Sadak (1991) – Ravi
- Yodha (1991) – Suraj Singh
- Thanedaar (1990) – Brijesh Chandar (Birju)
- Krodh (1990) – Vijay (Munna)
- Jeene Do (1990)
- Khatarnaak (1990) – Suraj 'Sunny'
- Tejaa (1990) – Tejaa/Sanjay
- Zahreelay (1990) – Raaka
- Ilaaka (1989) – Inspector Suraj Verma
- Do Qaidi (1989) – Manu
- Hathyar (1989) – Avinash
- Hum Bhi Insaan Hain (1989) – Bhola
- Kanoon Apna Apna (1989) – Ravi
- Mohabbat Ka Paigham (1989)
- Taaqatwar (1989) – Inspector Sharma
- Mardon Wali Baat (1988) – Tinku
- Jeete Hain Shaan Se (1988) – Govinda
- Kabzaa (1988) – Ravi Varma
- Khatron Ke Khiladi (1988) – Raja
- Mohabbat Ke Dushman (1988) – Hisham
- Imandar (1987)
- Inaam Dus Hazaar (1987)
- Naam O Nishan (1987) – Inspektor Suraj Singh
- Naam (1986) – Vicky Kapoor
- Jeeva (1986) – Jeeva/Jeevan Thakur
- Mera Haque (1986) – Prince Amar Singh
- Do Dilon Ki Dastaan (1985) – Vijay
- Jaan Ki Baazi (1985)
- Zameen Aasmaan (1984)
- Mera Faisla (1984) – Raj Saxena
- Bekaraar (1983) – Shyam
- Main Awara Hoon (1983)
- Johnny I Love You (1982)
- Vidhaata (1982) – Kunal Singh
- Rocky (1981) – Rakesh/Rocky
- Reshma Aur Shera (1971) – śpiewak Qawalli (jako dziecko)

## Nagrody i wyróżnienia

### Nagroda IIFA
2000: zwycięzca w kategorii „Nagroda za Artystyczną Znakomitość dla Aktora w Roli Wiodącej” za Vaastav: The Reality
2001: Nominacja do Nagrody IIFA dla najlepszego aktora za rolę w Misji w Kaszmirze

### Nagroda Filmfare
1992: Nominacja, Nagroda Filmfare dla Najlepszego Aktora za Saajan
1994: Nominacja, Nagroda Filmfare dla Najlepszego Aktora za Khal Nayak
2000: Zwycięzca, Nagroda Filmfare dla Najlepszego Aktora za Vaastav: The Reality
2001: Nominacja, Nagroda Filmfare dla Najlepszego Aktora za Misję w Kaszmirze
2003: Nominacja, Nagroda Filmfare dla Najlepszego Aktora Drugoplanowego za Kaante
2004: Zwycięzca, Nagroda Filmfare dla Najlepszego Aktora Komediowego za Munnabhai M.B.B.S.
2006: Nominacja, Nagroda Filmfare dla Najlepszego Aktora Drugoplanowego za Poślubioną

### Światowa Indyjska Nagroda Filmowa
2006: Zwycięzca, Światowa Indyjska Nagroda Filmowa, Nagroda krytyków dla najlepszego aktora za Lage Raho Munna Bhai

### Nagroda Stardust
2004: Zwycięzca, Nagroda Stardust dla Gwiazdy Roku za Munnabhai M.B.B.S.

### Nagrody Star Screen
2000: Zwycięzca, Nagroda Star Screen dla Najlepszego Aktora za Vaastav: The Reality
2001: Nominacja, Nagroda Star Screen dla Najlepszego Aktora za Kurukshetra
2001: Zwycięzca, Nagroda Star Screen dla Najlepszego Aktora Drugoplanowego za Misję w Kaszmirze
2004: Nominacja, Nagroda Star Screen dla Najlepszego Aktora za Munnabhai M.B.B.S.
2005: Nominacja, Nagroda Star Screen dla Najlepszego Aktora Drugoplanowego za Deewaar